# Dubaï Cup
Le Mohammed bin Rashid International Football Championship ou Dubaï Cup est une ancienne compétition estivale de football, organisée en 2007 et 2008 durant le mois de janvier, se tenant à Dubaï (Émirats arabes unis).

## Palmarès
| Année | Vainqueur        | Score            | Finaliste   | Troisième     | Quatrième              |
| 2007  | Benfica Lisbonne | 0-0 6 - 5 t.a.b. | Lazio Rome  | Bayern Munich | Olympique de Marseille |
| 2008  | SC Internacional | 2-1              | Inter Milan | VfB Stuttgart | Ajax Amsterdam         |

## Édition 2007
Les 4 équipes invitées sont :
- Olympique de Marseille
- Lazio Rome
- Bayern Munich
- Benfica

Le Benfica Lisbonne s'impose en finale contre la Lazio Rome et repart avec le chèque de 2 millions de dollars promis au vainqueur.

### Demi-finales
| Date           | Équipe 1               | Résultat | Équipe 2         | T.a.b. |
| -------------- | ---------------------- | -------- | ---------------- | ------ |
| 8 janvier 2007 | Olympique de Marseille | 1-3      | Lazio Rome       |        |
| 8 janvier 2007 | Bayern Munich          | 0-0      | Benfica Lisbonne | 3-4    |

### Petite finale
| Date            | Équipe 1               | Résultat | Équipe 2      | T.a.b. |
| --------------- | ---------------------- | -------- | ------------- | ------ |
| 10 janvier 2007 | Olympique de Marseille | 3-4      | Bayern Munich |        |

### Finale
| Date            | Équipe 1   | Résultat | Équipe 2         | T.a.b. |
| --------------- | ---------- | -------- | ---------------- | ------ |
| 10 janvier 2007 | Lazio Rome | 0-0      | Benfica Lisbonne | 5-6    |

## Édition 2008
Les 4 équipes invitées sont :
- SC Internacional : Vainqueur de la Coupe du monde des clubs 2006
- Inter Milan : Champion d'Italie 2006/07
- VfB Stuttgart : Champion d'Allemagne 2006/07
- Ajax Amsterdam : Vainqueur de la Coupe des Pays-Bas 2006/07

Le SC Internacional s'impose en finale contre l'Inter Milan et repart avec le chèque de 2 millions de dollars promis au vainqueur.

### Demi-finales
| Date           | Équipe 1         | Résultat | Équipe 2       | T.a.b. |
| -------------- | ---------------- | -------- | -------------- | ------ |
| 5 janvier 2008 | SC Internacional | 1-0      | VfB Stuttgart  |        |
| 5 janvier 2008 | Inter Milan      | 2-2      | Ajax Amsterdam | 3-2    |

### Petite finale
| Date           | Équipe 1      | Résultat | Équipe 2       | T.a.b. |
| -------------- | ------------- | -------- | -------------- | ------ |
| 7 janvier 2008 | VfB Stuttgart | 1-0      | Ajax Amsterdam |        |

### Finale
| Date           | Équipe 1         | Résultat | Équipe 2    | T.a.b. |
| -------------- | ---------------- | -------- | ----------- | ------ |
| 7 janvier 2008 | SC Internacional | 2-1      | Inter Milan |        |